# Christopher Missilou
Christopher Missilou est un footballeur international congolais, qui possède également la nationalité française. Né le 18 juillet 1992 à Auxerre, il évolue au poste de milieu défensif à Newport County.

## Carrière
Il débute à 16 ans en CFA avec l'équipe réserve de l'AJ Auxerre en 2009-2010. Il disputera au total 109 matchs et inscrira 6 buts lors de 4 saisons en CFA. Il fait alors successivement partie des équipes de France U16, U17 et U18 puis du Congo.
Il dispute son premier match avec le Congo le 29 février 2012 au stade Municipal de Pointe-Noire contre l'Ouganda dans le cadre des éliminatoires de la CAN 2013.
Le 20 mai 2012, il entre en jeu pour la première fois en Ligue 1 à la fin du dernier match de la saison, alors que la relégation de l'AJ Auxerre est actée.
N'apparaissant pas en équipe première de Ligue 2 lors de la saison 2012-2013, il n'est pas conservé par l'AJ Auxerre et prend part au stage UNFP de l'été 2013. 
À partir de février 2014, il évolue avec Évry en CFA2 (11 matches, 1 but).
Arrivé en août 2014 dans l'équipe réserve (CFA2), sa première apparition avec le Stade brestois a lieu à l'occasion de sa titularisation pour le 7e tour de coupe de France le 15 novembre 2014. Puis le 30 janvier 2015, il entre en jeu dans un match de Ligue 2 contre l'US Orléans.
Le 13 juillet 2018, il rejoint Oldham Athletic, club évoluant en quatrième division anglaise. Lors de sa première saison au club, il s'illustre avec son club en éliminant Fulham, pensionnaire de la Premier League au troisième tour de la Coupe d'Angleterre.
Le 27 juillet 2020, il rejoint Northampton Town.